# 西南虎刺
西南虎刺（学名：Damnacanthus tsaii）为茜草科虎刺属下的一个种。

## 扩展阅读
- 維基物種上的相關：西南虎刺